# هانک تامپسون (نوازنده)
هانک تامپسون (انگلیسی: Hank Thompson؛ ۳ سپتامبر ۱۹۲۵ – ۶ نوامبر ۲۰۰۷) یک موسیقی‌دان اهل ایالات متحده آمریکا بود.